# U 110 (U-Boot, 1940)
U 110 war ein deutsches U-Boot vom Typ IX B der Kriegsmarine, das im Zweiten Weltkrieg eingesetzt wurde. Auf seiner zweiten und letzten Feindfahrt versenkte es drei Handelsschiffe mit 10.056 BRT, wobei 29 Menschen starben. Am 9. Mai 1941 wurde es vom Zerstörer Bulldog beschädigt, wobei der Kommandant Fritz-Julius Lemp und 14 weitere Besatzungsmitglieder ums Leben kamen, und anschließend von einem Prisenkommando eingenommen. Die Briten erbeuteten die Codebücher, doch sank das im Schlepptau der Briten befindliche U-Boot. Die 32 überlebenden U-Boot-Fahrer gerieten in britische Kriegsgefangenschaft.

## Geschichte
Der Bauauftrag für dieses Boot wurde am 24. Mai 1938 an die AG Weser in Bremen vergeben. Die Kiellegung erfolgte am 1. Februar 1940 und der Stapellauf fand am 25. August 1940 statt. Am 21. November 1940 wurde U 110, unter dem Kommando von Kapitänleutnant Fritz-Julius Lemp, in Dienst gestellt.
U 110 gehörte bis zum 28. Februar 1941 als Ausbildungsboot zur 2. U-Flottille in Wilhelmshaven. Danach gehörte es bis zu seiner Versenkung als Frontboot zur 2. U-Flottille in Wilhelmshaven bzw. Lorient.
U 110 absolvierte während seiner Dienstzeit zwei Unternehmungen, auf denen es drei Schiffe mit einer Gesamttonnage von 10.056 BRT versenken und zwei Schiffe mit 8.675 BRT beschädigen konnte. Als Wappen führte es am Turm eine Zeichnung, die einen Hund darstellte. Es handelte sich um den ehemaligen Foxterrier des Kommandanten. Dieser war das Schiffsmaskottchen vom Lemps vormaligen Boot U 30, als stilisierte Zeichnung bereits Symbol dieses Boots gewesen und hatte dessen Turm verziert. Lemp hatte den „Schnurzl“ dann mit auf U 110 übernommen.
Das Boot war das erste U-Boot der Kriegsmarine, das von den Alliierten aufgebracht wurde. Dabei kamen die Briten u. a. in den Besitz der Codebücher der Chiffriermaschine Enigma M3, was der deutschen Seite verborgen blieb. So konnten deutsche Funksprüche für ein Jahr (bis zum Wechsel auf die Enigma M4) entschlüsselt und damit bedeutende strategische Vorteile in der Seekriegsführung erlangt werden. Bis Ende 1941 wurden mehrere deutsche Versorgungsschiffe auf weit abgelegenen Positionen im Atlantik gefunden und versenkt.

## Einsatzstatistik

### Erste Unternehmung
Das Boot lief am 9. März 1941 um 8.00 Uhr von Kiel aus und lief am 29. März 1941 um 9.50 Uhr in Lorient ein. Auf dieser 20 Tage dauernden Unternehmung in den Nordatlantik, nordwestlich des Nordkanals und westlich von Irland, wurden zwei Schiffe mit 8.675 BRT beschädigt.
- 16. März 1941: Beschädigung des britischen Tankers Erodona mit 6.207 BRT. Der Tanker wurde durch einen Torpedo beschädigt. Er hatte Ethanol und Benzin geladen. Das Schiff gehörte zum Konvoi HX-112 und wurde am 30. März 1941 nach Edis Vik eingeschleppt und repariert.
- 23. März 1941: Beschädigung des norwegischen Dampfers Siremalm mit 2.468 BRT. Der Dampfer wurde durch Artillerie beschädigt. Er wurde am 27. September 1941 von U 201 versenkt.

### Zweite Unternehmung
Das Boot lief am 15. April 1941 von Lorient aus und wurde am 9. Mai 1941 von den Briten aufgebracht. Auf dieser 24 Tage dauernden Unternehmung in den Nordatlantik, westlich von Irland, südwestlich und westlich von Island, wurden drei Schiffe mit 10.056 BRT versenkt.
- 27. April 1941: Versenkung des französischen Dampfers Henri Mory (fälschlich als André Moyrand identifiziert) mit 2.564 BRT. Der Dampfer wurde durch einen Torpedo versenkt. Er war auf dem Wege nach Großbritannien. Es gab 28 Tote, während vier Mann gerettet wurden.
- 9. Mai 1941: Versenkung des britischen Dampfers Esmond (Lage) mit 4.976 BRT. Der Dampfer wurde durch einen Torpedo versenkt. Er fuhr in Ballast und war auf dem Weg vom Tyne nach Sydney. Das Schiff gehörte zum Konvoi OB-318 mit 38 Schiffen. Es gab keine Verluste, 50 Überlebende.
- 9. Mai 1941: Versenkung des britischen Dampfers Bengore Head (Lage) mit 2.609 BRT. Der Dampfer wurde durch einen Torpedo versenkt. Er hatte 1.200 t Kohle sowie Bindfaden geladen und befand sich auf dem Weg von Belfast nach Montreal. Das Schiff gehörte zum Konvoi OB-318 mit 38 Schiffen. Es gab einen Toten und 40 Überlebende.

#### Angriff aufU 110

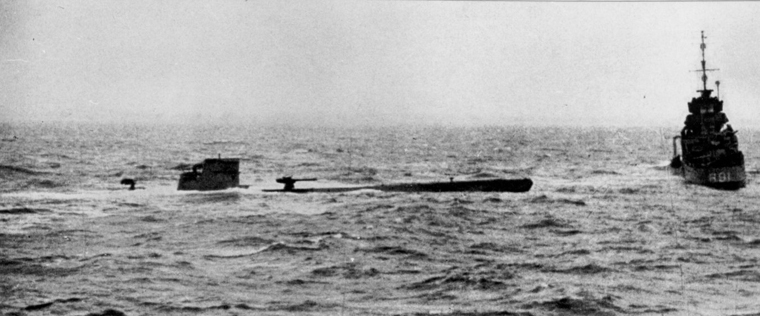
U 110 und HMS Bulldog (9. Mai 1941)

Am 8. Mai 1941 sichtete U 110 in der Nähe der Hebriden den Geleitzug OB-318, welcher bereits von U 94 angegriffen wurde. U 110 tastete sich über Wasser an das Geleit heran, brach den Angriff aufgrund der hellen Nacht jedoch ab und hielt weiter Fühlung. Am nächsten Morgen traf U 110 mit U 201 (Adalbert Schnee) zusammen. Nach einem kurzen Informationsaustausch griff U 110 gegen Mittag den Geleitzug auf Sehrohrtiefe an. Lemp schoss drei Torpedos, wodurch zwei Schiffe versenkt wurden. Kurz darauf sichtete die britische Korvette Aubrietia das Sehrohr von U 110. Sofort lief sie mit voller Fahrt darauf zu und warf – unterstützt von den Zerstörern Bulldog und Broadway – Wasserbomben. U 110 erreichte nicht rechtzeitig größere Tiefen und wurde so stark beschädigt, dass es auftauchen musste. Infolge einiger gerissener Batteriezellen bildete sich Chlorgas im Boot. Außerdem waren Pressluftleitungen geplatzt und die Tiefen- sowie die Seitenruder stark beschädigt. U 110 trieb manövrierunfähig an der Wasseroberfläche, umgeben von drei gegnerischen Kriegsschiffen.

#### Tod des Kommandanten Lemp und Schicksal der Besatzung
Als die Bulldog auf Rammkurs ging, befahl Lemp seinen Leuten, das Boot zu verlassen. Da das Heck von U 110 bereits unter Wasser lag, ging er mutmaßlich davon aus, dass es bald sinken werde. Daher erteilte er weder den Befehl zur Selbstversenkung noch zur Vernichtung der Geheimsachen. Lemp sprang als Letzter von Bord. Mit ihm waren der erste Wachoffizier Oberleutnant zur See Dietrich Loewe und der Leitende Ingenieur Oberleutnant Hanns-Joachim Eichelborn als Letzte im U-Boot. Loewe gab später an, dass es allen gelang, unter heftigem feindlichen Feuer das U-Boot zu verlassen und dass die drei Offiziere erst ins Meer sprangen, als die Basis des Turms einen Meter unter Wasser war. Doch dann merkte Lemp offenbar, dass die Bulldog den Rammversuch abgebrochen hatte und sein Boot nicht sank. Es bestand die Gefahr einer Enterung durch die Briten. Lemp schwamm daher zurück. Nach Angaben von Loewe wollte Lemp das Boot wieder erklimmen und die Ventile zur Selbstversenkung öffnen, doch war es inzwischen weit von den Schwimmenden abgetrieben. Loewe sah, wie die Bulldog ein Boot mit schwer bewaffnetem Enterkommando herunterließ. In diesem Moment verloren die Männer von U 110 ihren Kommandanten aus den Augen. Mehrere U-Boot-Fahrer bestanden später auf der Version, Lemp wäre vom Enterkommando, im Wasser schwimmend, erschossen worden. Der Kriegsberichterstatter Leutnant Helmut Ecke gab an, auch auf ihn sei aus dem Boot heraus geschossen worden. Auch William Pollock von der HMS Bulldog äußerte, Lemp habe zu den Deutschen gehört, die bei dem Versuch, U 110 wieder zu erreichen und zu versenken, getötet worden seien. Allerdings habe er Lemps Tod nicht selbst gesehn. David Balme, Sub-Lieutenant auf der HMS Bulldog und Kommandant des Enterkommandos, widersprach scharf diesen Versionen und erklärte, niemand habe zu irgendeinem Zeitpunkt einen Schuss abgegeben, denn bei der Royal Navy sei es nie Praxis gewesen, auf schwimmende Schiffbrüchige zu schießen. Seine Vermutung sei, der Kapitän habe schließlich im Angesicht des Fehlers einen Tod im Meer vorgezogen – auch im Rückblick auf seine Versenkung des Passagierschiffes Athenia am ersten Kriegstag. Während die Bulldog und die Broadway mit der Enterung von U 110 beschäftigt waren und die Aubrietia 49 Schiffbrüchige aus Rettungsbooten der versenkten Esmond rettete, blieben die 47 im arktischen Wasser schwimmenden U-Boot-Fahrer sich selbst überlassen. Außer Lemp kamen noch 14 weitere Besatzungsmitglieder durch Kälte, Erschöpfung oder Verwundungen ums Leben, davon 12 schwimmend im Wasser. Nach etwa zwei Stunden kehrte die HMS Aubrietia zurück und fischte zunächst 34 U-Boot-Fahrer aus dem Wasser, von denen jedoch zwei an Bord starben. Somit überlebten 15 Mann das Ende von U 110 nicht, während 32 Überlebende in Kriegsgefangenschaft kamen. Die Deutschen wurden sofort unter Deck gebracht, um sie von den wütenden Esmond-Überlebenden zu trennen und die Erbeutung von U 110 vor ihnen zu verbergen.

#### Aufbringung vonU 110und Geheimhaltung
Commander Addison Joe Baker-Cresswell von der Bulldog erkannte die einmalige Chance, ein deutsches U-Boot zu erbeuten. Er schickte eine Entermannschaft unter Führung von Sub-Lieutenant David Balme mit einem Boot los. Zur Überraschung Balmes, der sich auf ein Feuergefecht eingestellt hatte, waren die Luken und Ventile des U-Bootes geschlossen und niemand mehr an Bord. Balme und seine Männer konnten kampflos in das U-Boot eindringen und mehrere geheime Dokumente sowie eine Chiffriermaschine Enigma M3 an sich bringen. Die gefangenen Deutschen wurden zunächst auf die Amazon überstellt und nach Island gebracht und von dort weiter mit der Bulldog nach England. Die gefangenen deutschen Offiziere hatten das Boot mit dem Enterkommando gesehen, nicht jedoch die Erbeutung von U 110 durch dieses. Baker-Cresswell versuchte, durch eine angebliche Zeitungsmeldung die Gefangenen davon zu überzeugen, dass U 110 vor der versuchten Enterung gesunken sei. Dietrich Loewe misstraute jedoch zu Recht den Engländern und versuchte, durch einen Brief an seine Familie eine verschlüsselte Nachricht zu übermitteln – mit einer Codierung aus dem Ersten Weltkrieg, die den Briten bekannt war. Dieser Brief wurde von den Briten konfisziert, sodass die deutsche Marineführung nichts von der Erbeutung von U 110 erfuhr.

#### Untergang
Die Briten versuchten noch, U 110 nach Reykjavík (Island) zu schleppen; die Insel war ab Mai 1940 britisch besetzt. Doch das Boot sank zwei Tage später östlich von Kap Farewell auf der Position 60° 22′ N, 33° 12′ W im Marine-Planquadrat AK 2149.